# Alaura Eden
Alaura Eden, znana jest także jako Allura bądź  Allura Eden (ur. 13 czerwca 1977 w San Francisco) – amerykańska aktorka pornograficzna pochodzenia japońskiego i fińskiego.

## Życiorys
Urodziła się w San Francisco w stanie Kalifornia. W 1995 ukończyła Redwood High School w Larkspur w Kalifornii.
Zadebiutowała w filmie dla dorosłych na początku 2001, w wieku 23 lat. Jej pierwszym filmem był Deep Inside Dirty Debutantes #46. Brała udział w produkcjach profesjonalnych, jak i amatorskich, takich jak Midnight Caller (2004) czy Naked Ambition (2005), a także w filmach typu gonzo. Stała się szczególnie znana ze swoich scen lesbijskich, seksu analnego i podwójnej penetracji.
W 2004 otrzymała nominację do AVN Award w kategorii najlepsza gwiazdka. W ciągu pięciu lat wystąpiła w ponad 200 filmach pornograficznych. W 2004 rozpoczęła produkcję i reżyserię filmów Dez's Dirty Weekend series wspólnie ze swoim partnerem Dezem Ballardem. Była również gospodarzem programu The Nooner, pierwszym interaktywnym programie emitowanym na kanale Spice.

## Nagrody i nominacje
| Rok  | Nagroda   | Kategoria                               | Film                                                               | Inni wykonawcy                                                                   | Rezultat  |
| ---- | --------- | --------------------------------------- | ------------------------------------------------------------------ | -------------------------------------------------------------------------------- | --------- |
| 2004 | AVN Award | Najlepsza gwiazdka                      | –                                                                  | –                                                                                | Nominacja |
| 2004 | AVN Award | Najlepsza scena seksu triolizmu         | International Tushy (2003), reż. Seymore Butts                     | Rio Mariah i Steven St. Croix                                                    | Nominacja |
| 2008 | AVN Award | Najlepsza scena seksu grupowego – wideo | Janine Loves Jenna/I Dream of Jenna 2 (2007), reż. Justin Sterling | Jenna Jameson, Belladonna, T.T. Boy, Cindy Crawford, Nikita Denise i Aurora Snow | Nominacja |